# Chodzieski
Chodzieski là một huyện thuộc tỉnh Wielkopolskie của Ba Lan. Huyện có diện tích 685 km². Đến ngày 1 tháng 1 năm 2011, dân số của huyện là 47519 người và mật độ 69 người/km².